# FirstOntario Centre
Le FirstOntario Centre, anciennement Colisée Copps, est une salle omnisports située à Hamilton, dans la province de l'Ontario, au Canada. 
De 1996 à 2015, ses locataires sont les Bulldogs de Hamilton de la Ligue américaine de hockey. À partir de 2015, ce sont les Bulldogs de Hamilton de la Ligue de hockey de l'Ontario qui l'occupent. Sa capacité est de 17 500 places pour le hockey sur glace et 19000 pour les concerts. Il est le troisième plus grand aréna de l'Ontario.

## Histoire
L'arène est inaugurée en 1985 et coûte $33,5 millions USD. 

## Événements
- Championnat du monde de basket masculin 1994
- Coupe Canada, 1987 et 1991
- WWE Royal Rumble 1988, 24 janvier 1988
- Coupe Memorial, 13 mai 1990
- Finale de la Série des Champions ISU de patinage artistique 1996-1997
- WWE Breakdown: In Your House, 27 septembre 1998
- Brier Tim Hortons 2007, 3-11 mars 2007
- West 49 Canadian Open, 20 septembre-1er octobre 2007
- Four Continents Figure Skating Championships 2004, 19-25 janvier 2004
- Concert Tool, 9 juillet 2007
- Concert de Lady Gaga, The Born This Way Ball Tour, 17 février 2013

## Galerie

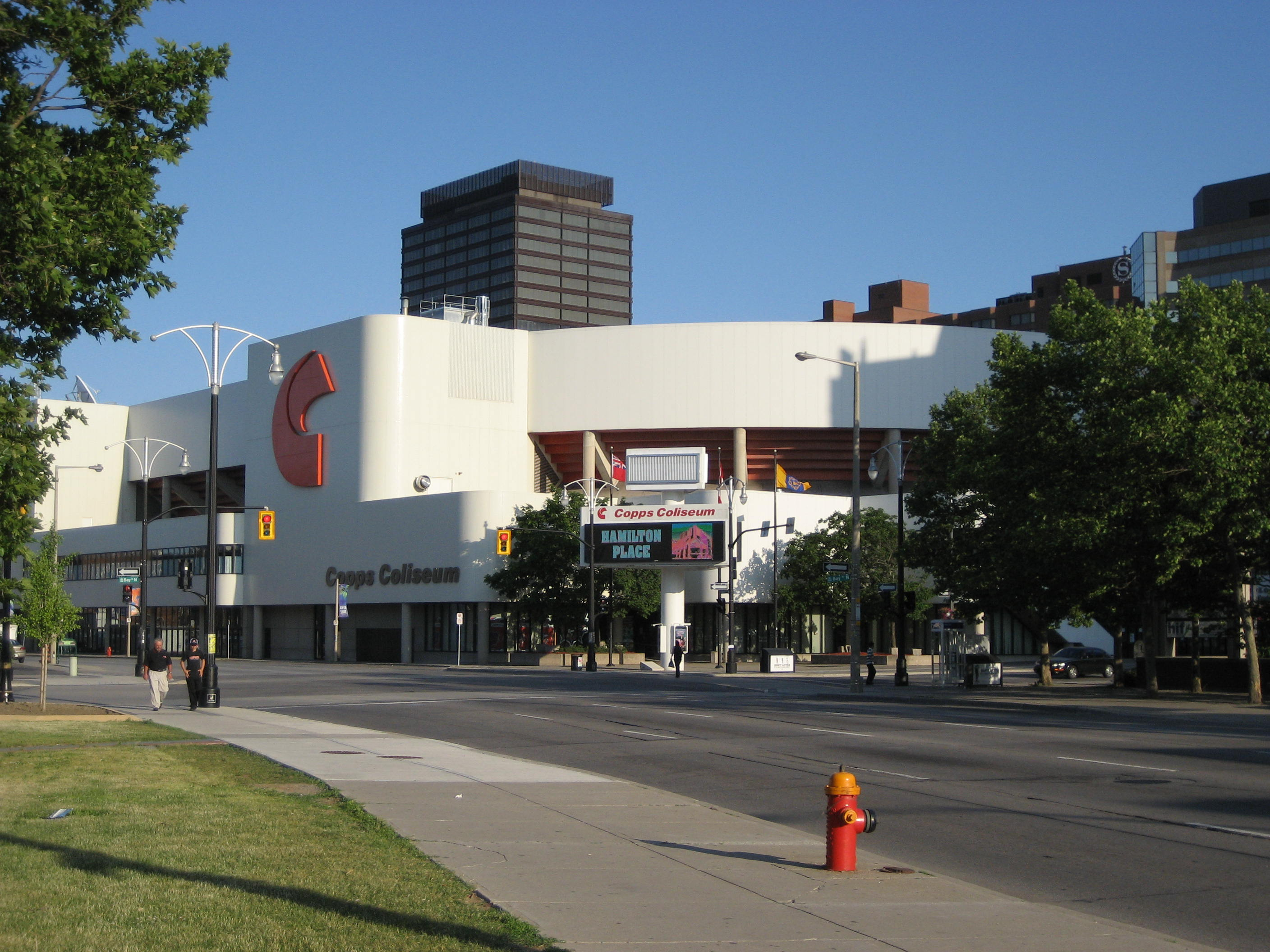